# Детектор магнітних аномалій

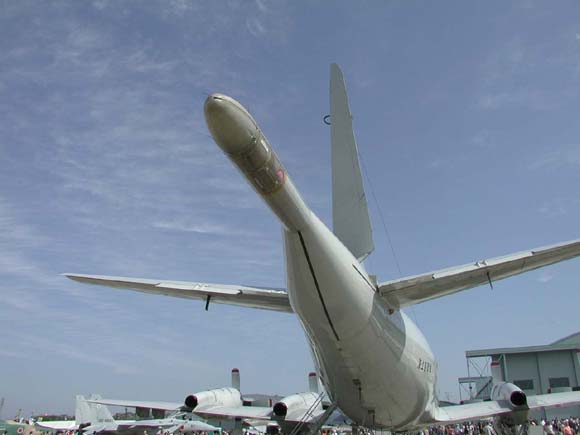
Штанга ДМА на хвостовому оперенні Lockheed P-3 Orion

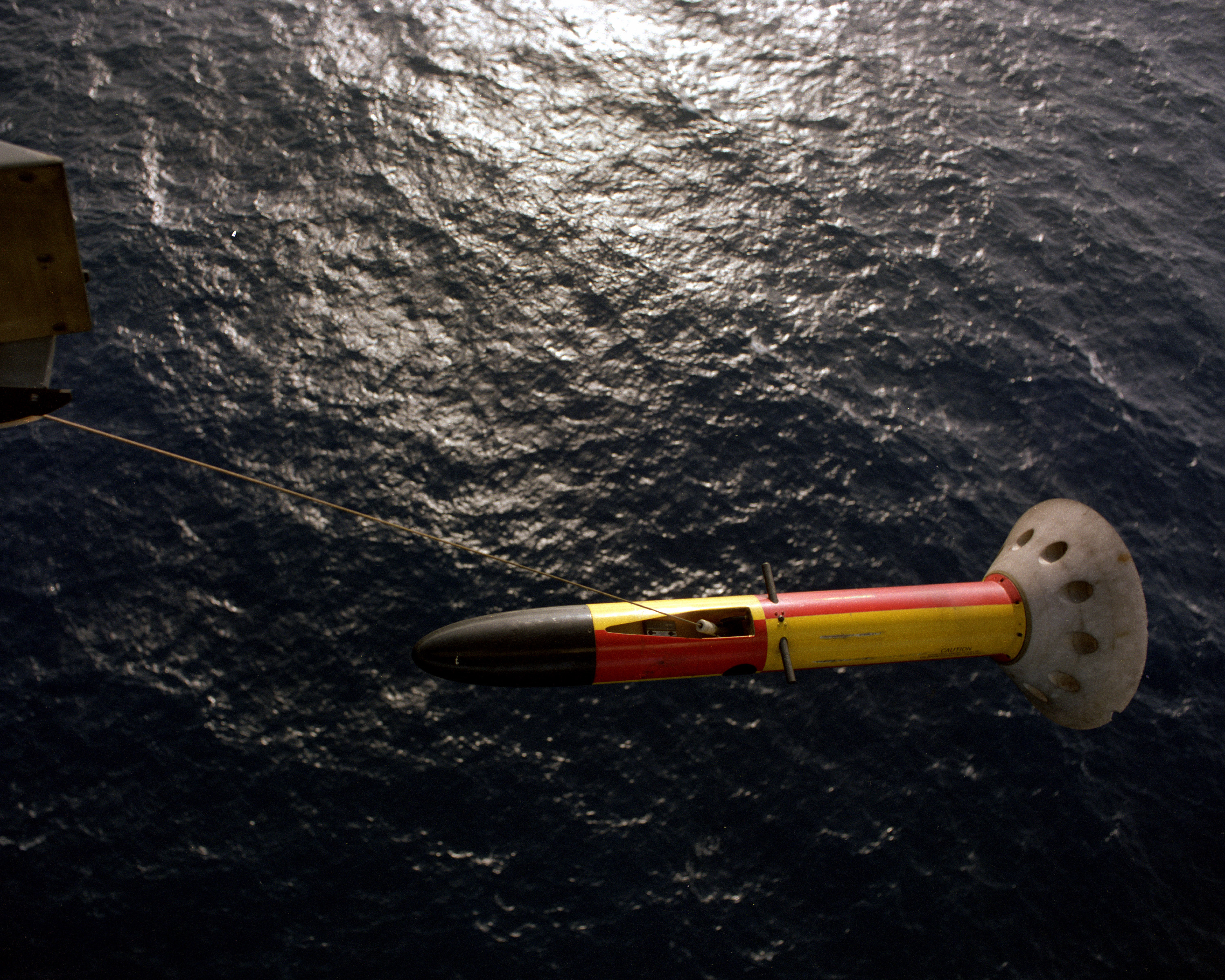

Детектор магнітних аномалій, ДМА — пристрій, призначений для пошуку збурення в магнітному полі Землі. ДМА широко використовується в протичовновій обороні. Початок використання детекторів магнітних аномалій у військовій справі відноситься до Другої світової війни.
Принцип дії детектора досить простий: ДМА по суті являє собою великий магніт, здатний на невеликій відстані — в середньому не більше 2 морських миль, вловити зміщення магнітного моменту, викликаного великим об'єктом з матеріалу з великою магнітною сприйнятливістю.
Перевагою методу виявлення підводних човнів з використанням ДМА перед гідролокацією є незалежність точності роботи ДМА від температури води і від акустичних характеристик підводного човна. У той же час, ДМА не може застосовуватися для дальнього виявлення, а також нездатний відрізнити свою субмарину від субмарини противника (при гідролокації це можливо при складанні акустичної картини роботи гвинтів корабля).
ДМА застосовується в авіації — на протичовнових літаках і вертольотах (в цьому випадку ДМА виноситься на штангу як можна далі від корпусу, щоб сам носій не спотворював роботу приладу), а також на кораблях (при роботі викидається на буксир).